# يحيى أفندي
يحيى أفندي  (999 - 1053 ه = 1590 - 1644 م) وهو يحيى بن زكريا بن بيرام، شيخ الإسلام ومفتي الديار الرومية في عصره. من أصل تركي، مستعرب.
ولد ونشأ باستامبول. وولي قضاء الشام، ثم نقل إلى قضاء مصر وعزل، وولي قضاء بورصة، ثم قضاء أدرنة، فقضاء إسطنبول وعزل وولي مرارا.
شغل منصب شيخ الإسلام في الدولة العثمانية 3 مرات في الفترات:
- الأولى: 1622–1623
- الثانية: 1625–1632
- الثالثة: 1634–1644

وما زال يتنقل إلى أن توفي في الروم ايلي. وكان له في عصره الشأن الرفيع، ومدحه كثير من الشعراء. وجمعت فتاويه في كتاب سمي «فتاوي يحيى» وله نظم عربي، منه تخميس قصيدة البردة